# Pljoesjtsjicha
Pljoesjtsjicha (Russisch: Плющиха) is een ontworpen station voor de Kalininsko-Solntsevskaja-lijn van de Moskouse metro. Het station is onderdeel van het sluitstuk onder de binnenstad tussen de Solntsevskaja-radius en de Kalininskaja-lijn. Het is bedoeld als overstapstation tussen de Kalininsko-Solntsevskaja-lijn en station Smolenskaja van de Arbatsko-Pokrovskaja-lijn. In de zomer van 2011 werd het sluitstuk van de oost-westlijn in de metroplanning opgenomen. Het station ligt op de grens van de buurten Arbat en Chamovniki bij het Smolensk-Sennajaplein en is genoemd naar een van de zijstraten van dat plein.

## Voorbereiding
In maart 2012 werden de plannen gepresenteerd aan de Moskouse burgemeester Sergei Sobjanin. Op dat moment was er sprake van twee stations zonder Pljoesjtsjicha. Loco-burgemeester Koesjnoellin kondigde aan dat Volchonka en Dorogomilovskaja de eerste Moskouse stations met perrondeuren zouden zijn. Het idee van perrondeuren is in de Moskouse metro later echter nergens doorgevoerd. Vanaf oktober 2012 werd geodetisch onderzoek langs het beoogde traject uitgevoerd. Het ontwerp van station Pljoesjtsjicha kwam in 2015 en de opening van het station werd aangekondigd voor 2021. In augustus 2017 werd aangekondigd dat de bouwwerkzaamheden voor het sluitstuk zouden beginnen na de voltooiing van de Grote Ringlijn, wat destijds nog werd ingeschat voor 2021/2022.
Begin 2018 verdween het traject van de kaarten van het metrobedrijf ondanks dat het nog steeds opgenomen was in het bouwprogramma voor de periode tot 2023 van de stad Moskou. 
Op 13 maart 2019 zei Sergei Sobjanin tijdens een vraaggesprek met TV zender TVC dat er geen plannen zijn voor de aanleg van het sluitstuk, zodat de realisatie van het station niet binnen afzienbare tijd te verwachten valt.

## Ontwerp
De drie stations van het sluitstuk zijn allemaal pylonenstations van hetzelfde basisontwerp. Dit kent een zwart en goud kleurenschema en perrondeuren, de details verschillen per station. De ondergrondse verdeelhal krijgt toegangen in de Pljoesjtsjichastraat en aan de Smolensklaan terwijl er tevens een overstaptunnel is naar Smolenskaja.